# Abbywinters
 (octobre 2024).
Si vous disposez d'ouvrages ou d'articles de référence ou si vous connaissez des sites web de qualité traitant du thème abordé ici, merci de compléter l'article en donnant les références utiles à sa vérifiabilité et en les liant à la section « Notes et références ».
Abbywinters est une société australienne de production de sites pornographiques payants sur Internet, aujourd'hui basée aux Pays-Bas. Son site est spécialisé dans les jeunes « amatrices » (18-25 ans) seules (exhibition ou masturbation) ou à plusieurs (masturbation à plusieurs ou scènes lesbiennes). Il se distingue par le côté naturel et positif donné à ces scènes et ses modèles. Toutes les personnes derrière les caméras sont elles-mêmes des femmes, anciennes ou actuelles modèles du site.

## Histoire

### Origine
À l'origine, le site se présentait comme fondé par une dénommée Abby Winters, photographe lesbienne, qui lassée par la pornographie existante, avait décidé de monter son propre site avec le type de pornographie qu'elle appréciait : plus naturelle, réaliste et « sex-positive ». Le site est lancé le 8 octobre 2000 d'abord uniquement avec des photos puis avec photos et vidéos. Les modèles présentées sont âgées uniquement de 18 à 25 ans (avec quelques exceptions). À l'origine, toutes les modèles devaient être amatrices (n'ayant jamais tourné ou posé nue). Avec les années, de plus en plus d'exceptions sont apparues.
À partir de 2007, il est communément admis qu'Abby Winters n'a jamais existé. Le site a été fondé et est toujours dirigé par Garion Hall, un homme d'affaires australien, également fondateur du système de paiement utilisé par le site, GMBill. L'histoire de Abby Winters aurait servi de caution pour présenter le site comme plus éthique.
Garion Hall, lui, maintient qu'il a rencontré Abby Winters en 1999 et il a géré l'aspect technique et économique du site pendant qu'elle s'occupait de l'artistique. Il aurait racheté toutes les parts en 2003 lorsque Abby Winters s'est désintéressé du site car il devenait trop important. Il déclare que ça arrange Abby Winters que les gens croient maintenant qu'elle n'existe pas, celle-ci préférant rester loin des projecteurs.

### Développement
En 2007, la société noue un partenariat avec le studio américain Wicked Pictures qui édite et distribue en DVD aux États-Unis certaines de leurs scènes pendant plusieurs années.
En janvier 2008, le site compte 30 000 abonnés, dont 65 % vivent aux États-Unis.

### Départ aux Pays-Bas
Le 1er juin 2010, les bureaux de la société, basés depuis l'origine en Australie, déménagent aux Pays-Bas à cause d'un climat politique très défavorable à la pornographie en Australie à partir de 2009. En conséquence, alors que la plupart des modèles étaient australiennes jusqu'ici, la plupart des modèles sont maintenant néerlandaises ou européennes au sens large. La société continue néanmoins à avoir une présence en Australie et travaille toujours avec des modèles australiennes de temps en temps.

### Arrêt de la production
Le 28 juin 2023, Garion Hall, le dirigeant du site, annonce avoir arrêté la production de nouvelles vidéos. Il cite deux raisons principales :
- le site n'était plus rentable depuis un an ;
- il devenait de plus en plus difficile de recruter de nouvelles modèles amatrices, ces dernières préférant produire leur propre contenu en passant par des plateformes comme OnlyFans.

À partir du 1er juillet 2023, le site continue de mettre en ligne les vidéos déjà tournées et pas encore publiées mais à un rythme beaucoup plus lent qu'auparavant. Lorsque toutes ces vidéos seront épuisées, le site restera opérationnel pour la consultation des archives.

## Recrutement
Les modèles présentées sont âgées uniquement de 18 à 25 ans (avec quelques exceptions). À l'origine, toutes les modèles devaient être amatrices (n'ayant jamais tourné ou posé nue). Avec les années, de plus en plus d'exceptions sont apparues.
Certaines modèles peuvent poser à plusieurs reprises pour le site. Certaines modèles poursuivent ensuite une carrière dans la pornographie mais pour d'autres, cela reste juste une expérience. Pour maintenir la philosophie « 100 % naturelle » du site, les modèles sont filmées / photographiées chez elles autant que possible, portant leur propres vêtements, sans maquillage et les photos ne sont jamais retouchées. Elles n'ont pas d'implants mammaires et une grande partie d'entre elles ne pratiquent pas l'épilation intégrale.
Les modèles jouissent d'une grande liberté en ce qui concerne les scènes filmées, les actes lesbiens notamment, où les pratiques comme le rythme de la relation sexuelle dépendent de leurs choix. Certaines modèles choisissent de ne pas faire d'"explicite" (c'est-à-dire qu'elles restent cuisses fermées). Les modèles sont payées environ 500 dollars pour une scène de masturbation, et 800 dollars pour une scène lesbienne.
À partir de 2003/2004, le site a commencé à accueillir de plus en plus de scènes hétérosexuelles, jusqu'à une par mois. Dans celles-ci, les modèles tournent exclusivement avec leur vrai conjoint, qui est, lui aussi, novice devant une caméra.
Toutes les séances sont dirigées par des femmes, elles-mêmes anciennes modèles du site, ce qui permet aux modèles d'être plus à l'aise en ayant affaire exclusivement à des femmes ayant vécu la même expérience.

### Statistiques
D'après le site spécialisé Adultreviews, le nombre de modèles différentes répertoriées sur le site en mars 2018 est de 1 485, avec plus de 500 000 photos et 5 459 vidéos avec de nouveaux ajouts plusieurs fois par semaine.

## Controverses
En 2007, l'actrice pornographique australienne Liandra Dahl, qui avait commencé comme modèle pour Abbywinters, écrit un article sur son blog où elle reproche aux dirigeants de la société de ne pas assez informer les modèles, jeunes et novices, sur le fait que leurs images se retrouveront piratées sur des sites gratuits pour toujours et que ce qu'elles font peut les poursuivre toute leur vie. Elle leur reproche également d'être réticents à retirer les images d'anciennes modèles qui en feraient la demande. L'article est repris dans des médias australiens. Liandra Dahl écrit alors un deuxième article dans lequel elle explique ne pas être "en guerre" contre Abbywinters et elle refuse que ses propos soient utilisés pour supporter les lois anti-pornographie en Australie.
Le 16 juin 2009, Garion Hall est arrêté et les documents de la société saisis. Il est accusé d'avoir travaillé avec une modèle mineure. Aucune preuve n'est finalement établie et les charges sont abandonnées. En décembre 2009, la justice s'intéresse à nouveau à lui alors que des lois plus strictes autour de la pornographie sont promulguées en Australie. Aucune charge n'est là encore retenue contre lui personnellement mais la société écope d'une amende de 6.000 dollars pour production de matériel audiovisuel offensant : des modèles filmées en train d'uriner ce qui est interdit par les lois australiennes, Garion Hall maintient qu'il s'agit d'éjaculations féminines. À partir de ce moment-là, il décide de déménager la société aux Pays-Bas, pays plus accueillant pour ce type de contenu.

## Récompenses
Le site a récolté plusieurs prix depuis son lancement, dont:
- Meilleur site pour adultes en 2006 et 2007 (Australian Adult Industry Awards)
- Meilleur film amateur en 2008 (AVN Awards) pour le DVD Intimate Moments
- Meilleur site payant en 2011 (AVN Awards)
- Meilleur site pour adultes dans la catégorie solo/100% filles en 2012 (XBIZ Awards)
- Meilleur film 100 % filles en 2013 (XBIZ Awards) pour le DVD Girls With Girls

## Autres sites de l'entreprise
Dans les années 2000, la société se diversifie en groupe appelé G Media, qui édite d'autres sites pornographiques payants :
- I Feel Myself : Masturbations féminines

- I Shot Myself : Les modèles se filment elles-mêmes

- Beautiful Agony : Orgasmes féminins où seuls les visages sont filmés

- Girls Out West : Scènes solos ou lesbiennes avec des modèles australiennes "atypiques" (rondes, tatouées…)

Tous ces sites présentent également des modèles novices ou peu expérimentées, filmées par d'autres modèles. Plusieurs modèles peuvent tourner avec plusieurs de ces sites à la fois.